# Спрага

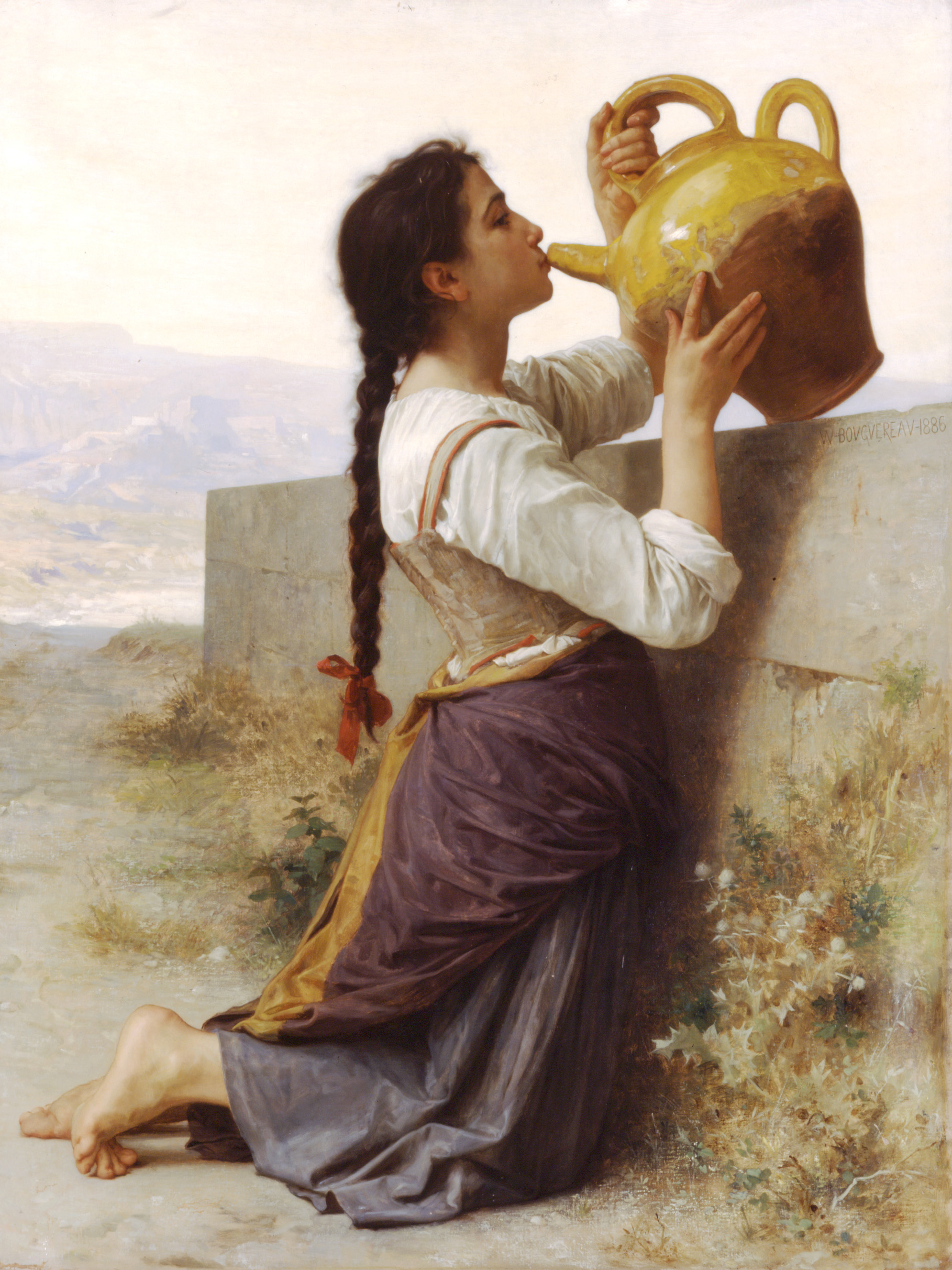
Адольф Вільям Бугро. Жага (1886)

Жага́, спра́га (від пол. pragnąć), рідше сма́га, зга́га — сильне бажання пити; фізіологічне відчуття сильної потреби в воді. Потреба споживати воду є одна з основних біологічних потреб живих організмів. Відчуття спраги відіграє важливу роль в регулюванні балансу рідини. Спрага виникає через нестачу води, або збільшення концентрації певних осмолітів, наприклад, солі, та призводить до поведінкової реакції з прийому води. Зменшення обсягу рідини або підвищення концентрації осмолітів виявляють рецептори та інші системи організму, далі сигнал передається в центральну нервову систему до центру спраги.
Тривале зневоднення може викликати низку ускладнень, насамперед виникають ниркова недостатність, неврологічні розлади, такі як судоми. Надмірна спрага (полідипсія) в поєднанні з надмірним сечовипусканням (поліурія) можуть бути ознакою цукрового діабету або нецукрового діабету.